# Seventh Star
Seventh Star es el decimosegundo álbum de estudio de la banda británica de heavy metal Black Sabbath, publicado el 28 de enero de 1986 a través de las compañías discográficas Warner Bros. y Vertigo Records. Este trabajo había sido concebido como el debut en solitario del guitarrista Tony Iommi y, por ello, el músico aprovechó para poder distanciarse del sonido característico del grupo. Sin embargo, debido a presiones de la discográfica, el disco salió a la venta acreditado a «Black Sabbath featuring Tony Iommi».
Su grabación, bajo la mano del productor Jeff Glixman, tuvo lugar en Los Ángeles y Atlanta y fue dificultosa debido a los problemas de drogadicción del nuevo vocalista, Glenn Hughes, quien, tras participar en solo cuatro conciertos de la gira promocional, abandonó la formación. Tras su publicación, el álbum tuvo un discreto impacto en el UK Albums Chart y en el Billboard 200, aunque recibió reseñas positivas. Contrariamente, con el paso del tiempo, varias publicaciones lo consideraron uno de los peores álbumes del conjunto debido al cambio de sonido.

## Trasfondo

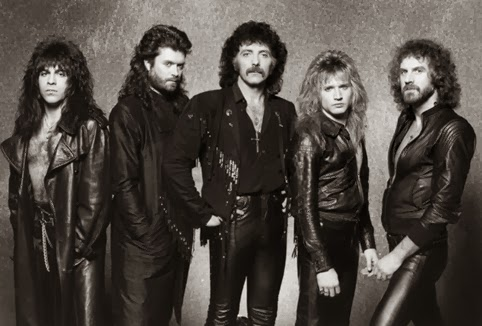
Black Sabbath en 1986. De izquierda a derecha: Spitz, Hughes, Iommi, Singer y Nicholls.

Después de que el vocalista Ian Gillan y el batería Bev Bevan dejaran Black Sabbath tras la gira norteamericana de 1984, el guitarrista Tony Iommi, el bajista Geezer Butler y el teclista Geoff Nicholls comenzaron la búsqueda de un nuevo cantante, mientras el batería original Bill Ward regresaba a su puesto. Los estadounidenses Ron Keel y David Donato, entre otros, fueron algunos de los aspirantes para sustituir a Gillan, pero finalmente ninguno de ellos convenció a la banda, por lo que poco después Butler, harto de tantos cambios, y Ward se marcharon. La salida de los dos miembros fundadores dejó a Iommi y a Nicholls como los únicos componentes y, ante esta situación, el primero decidió comenzar a trabajar en un disco en solitario.
Para completar una formación con la cual grabar el álbum, el guitarrista recurrió a su novia, Lita Ford, quien le recomendó contratar al batería y al bajista de su grupo, Eric Singer y Gordon Copley, respectivamente. Por su parte, para el puesto de vocalista, el plan original era contar con músicos reconocidos como Robert Plant, Rob Halford, David Coverdale y Glenn Hughes, aunque por razones contractuales, esto resultó imposible. Después de desechar esa idea, Iommi probó con Jeff Fenholt, que había participado en el musical Jesus Christ Superstar, pero el productor Jeff Glixman lo descartó porque no creía que fuera a encajar en la grabación.
Finalmente, el guitarrista contactó al mencionado Glenn Hughes, exintegrante de Deep Purple, pese a que en aquellos momentos el vocalista tenía problemas de drogadicción y su colaboración con Gary Moore había acabado en términos poco amistosos. A pesar de estos inconvenientes, Iommi apreciaba a Hughes como cantante y le pidió participar en el disco, incluso cuando, en sus propias palabras, «¡tomaba diez veces más cocaína que yo!». Durante las primeras fases del proyecto, Copley dejó la formación y le reemplazó, por sugerencia de Glixman, Dave Spitz, que había tocado con White Lion y cuyo hermano Dan era el guitarrista de Anthrax.

## Grabación y música

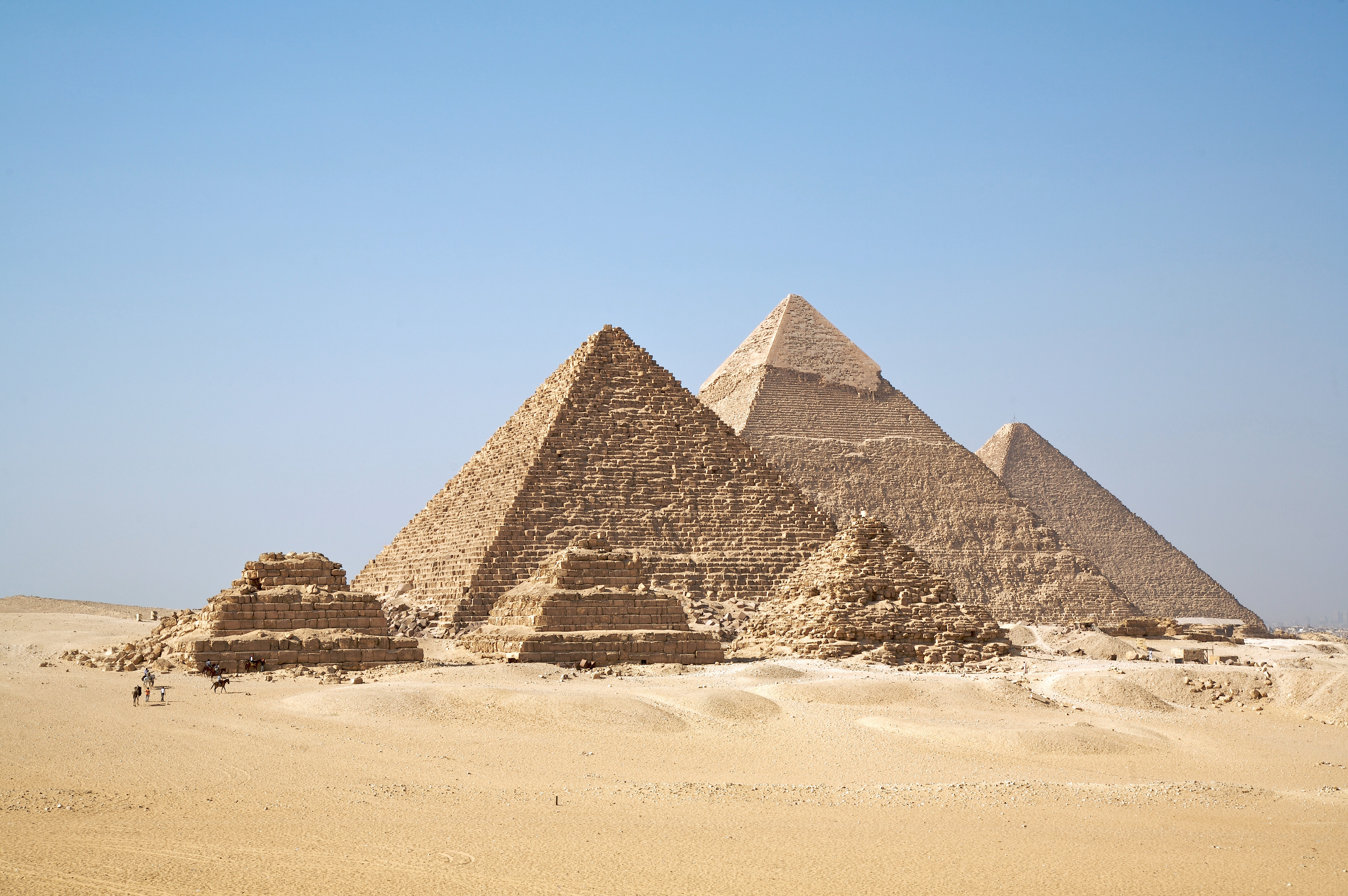
El tema «Seventh Star» incluye en su letra referencias a las pirámides. En la imagen las de Guiza.

Bajo la producción de Glixman, la grabación tuvo lugar en julio de 1985 en los estudios Cherokee de Los Ángeles (California), donde los músicos grabaron las pistas básicas, aunque el trabajo como bajista de Copley en el tema «No Stranger to Love» permaneció intacto porque Iommi lo consideraba suficientemente bueno. Finalmente, el 24 de agosto, el guitarrista, Glixman y Hughes viajaron a los estudios Cheshire Sound en Atlanta (Georgia) para realizar los retoques finales. El consumo de drogas del vocalista representó un problema para Iommi, quien comentó que «era una pesadilla» y resultaba «difícil trabajar con él», sumado a que, en una oportunidad, le había robado su radiocasete para pagarle a su camello. Sin embargo, alabó que «cantaba sin esfuerzo. Se sentaba en el estudio, encorvado, con un micrófono y... ¡cantaba! Su voz era un regalo de Dios». Por su parte, el cantante recalcó que su compañero tenía problemas porque atravesaba un proceso de divorcio y, por ello, trabajó mano a mano con el productor en una habitación para escribir algunas de las letras. Debido a que Iommi lo había concebido como un trabajo en solitario, aprovechó esta libertad para conseguir un sonido que no encajara con el estilo de Black Sabbath. Aunado a ello, Hughes quería alejarse del heavy metal y de su imagen «oscura» por sus creencias cristianas.
El álbum comienza con «In for the Kill», con un estilo orientado a la NWOBHM y con letras basadas en Vlad el Empalador, mientras que «No Stranger to Love» es una power ballad que comienza con una línea de guitarra idéntica a la de «Die Young», del álbum Heaven and Hell (1980), y con un sonido similar al material de Foreigner. Le sigue «Turn to Stone», una canción de hard rock de ritmo rápido comparada con el trabajo de Rainbow. «Sphinx (The Guardian)» es una pieza instrumental de teclado que sirve como introducción de «Seventh Star», la cual evoca al antiguo Egipto con referencias a la arena, las pirámides y al juicio de Dios. «Danger Zone» es un tema de metal conducido por un riff de Iommi y al que le sigue «Heart Like a Wheel», una pista de blues que trata sobre un piloto de coches de carreras. Por su parte, «Angry Heart» detalla la historia de un hombre que desbarata su oportunidad de ser feliz por la ira y amargura que lleva dentro, mientras que la pieza que finaliza el disco es «In Memory..», una balada sobre el padre de Iommi.

## Lanzamiento

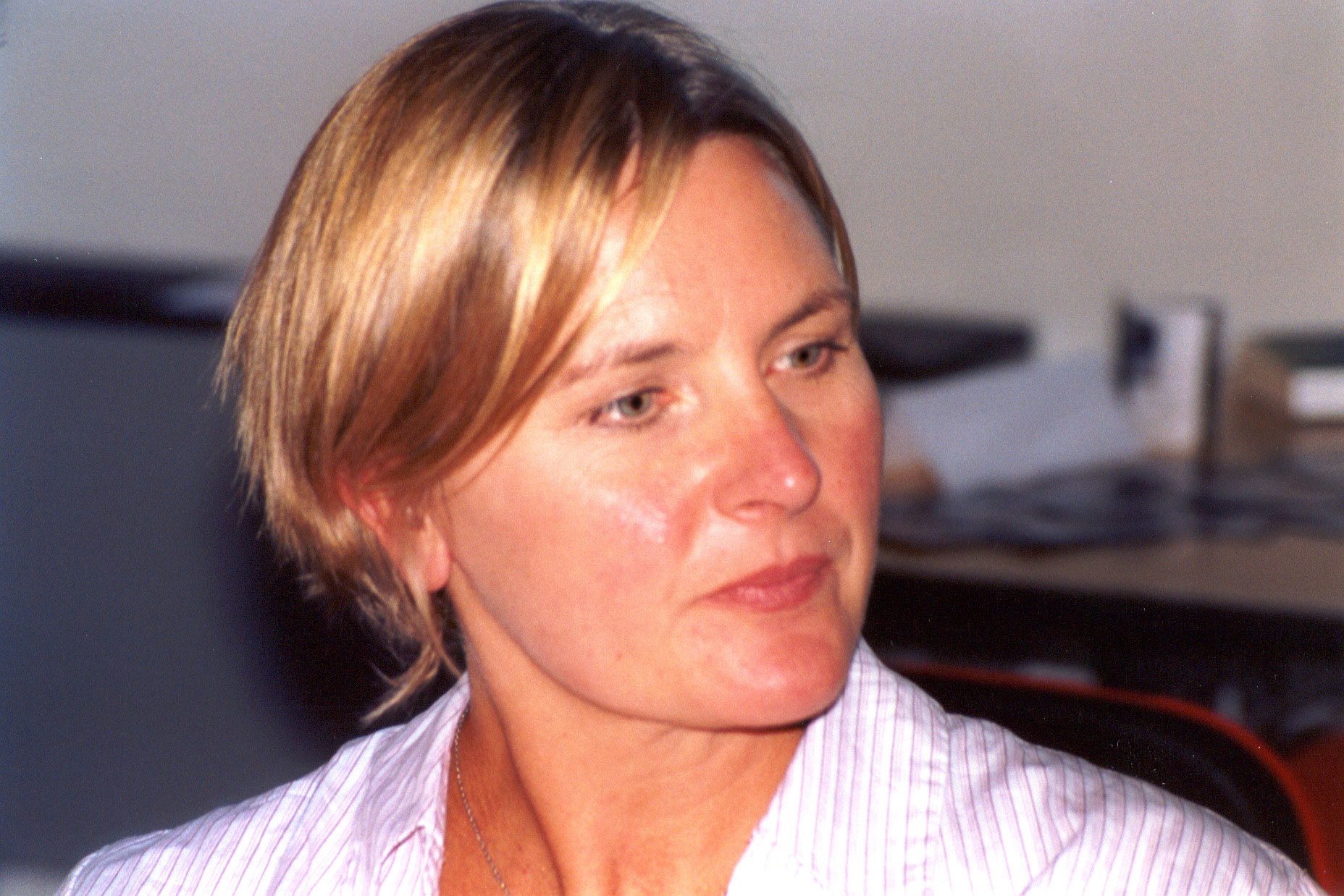
Denise Crosby protagonizó el vídeo musical de «No Stranger to Love».

Tras terminar Seventh Star, el mánager Don Arden y la compañía Warner Bros. presionaron a Iommi para que fuera publicado como un trabajo de Black Sabbath, pese a las objeciones de este y Hughes. Finalmente, el disco salió a la venta el 28 de enero de 1986 y la discográfica lo acreditó a «Black Sabbath featuring Tony Iommi»; de acuerdo con Arden, aquello fue una manera de reconocerle por ser el único miembro original. Con respecto a la portada, muestra una fotografía austera de Iommi con una de sus características chaquetas de cuero con flecos. Para promocionar su publicación, la banda grabó un vídeo musical para «No Stranger to Love» en el que el guitarrista tenía una escena romántica con la actriz Denise Crosby, nieta de Bing Crosby, y que Iommi calificó como algo «realmente embarazoso». Sanctuary Records reeditó el álbum en 2004, remasterizado por Ray Staff, y en 2010, con la inclusión de un CD adicional con el concierto en el Hammersmith Odeon.
Tras su lanzamiento, a través de Warner Bros. y Vertigo Records, Seventh Star alcanzó posiciones menores en comparación con The Ultimate Sin de Ozzy Osbourne —vocalista fundador de Black Sabbath— que había sido publicado simultáneamente. Llegó a los puestos 27 del UK Albums Chart y 78 del Billboard 200, notablemente inferiores que los obtenidos por sus antecesores, así como al 51 en el conteo de álbumes alemán y al 66 en la lista canadiense RPM, aunque fue en la península escandinava donde tuvo mejor acogida, pues ascendió hasta las posiciones 11 y 17 del Sverigetopplistan y de la VG-lista, respectivamente.

## Recepción crítica
En el momento de su publicación, Seventh Star recibió reseñas favorables de la crítica. Así, un redactor de Kerrang! destacó su «desgarradora sinceridad» y lo consideró «de una exuberancia asombrosa. Suena como una bandada de hambrientos decibelios». Frank Trojan de Rock Hard le otorgó siete estrellas y media de diez y escribió: «Nunca estás a salvo de sorpresas y este LP es definitivamente una de ellas. Esperaba los típicos sonidos oscuros y trillados de Sabbath, pero este no es el caso. La música realmente no tiene nada que ver con las orgías de Sabbath, sino que todo va en la dirección de Rainbow y Gary Moore. Con todo, no hay un tema malo, por lo que puedes comprar este disco con la conciencia tranquila». Por su parte, un crítico de Cashbox remarcó que «los metaleros acudirán en masa a este [trabajo]. La adición de las amplias habilidades vocales de Glenn Hughes y los toques ligeramente melódicos agregarán un atractivo comercial».
Con el paso del tiempo, sin embargo, varios medios lo posicionaron como una de los peores obras de Black Sabbath debido al distanciamiento del característico sonido de la banda, aunque coincidieron en que sería mejor valorado si hubiera sido publicado como un álbum en solitario de Iommi. Jon Hadusek de Consequence of Sound relató que «puedes darte cuenta de que no es un álbum de Sabbath cuando lo escuchas, [pues es] más hard rock edulcorado que heavy metal», en tanto que Michael Hann de The Guardian consideró que «es evidente que no es realmente Sabbath por la power ballad "No Stranger to Love". ¿Power ballads? ¿Sabbath? Una locura». Joe Divita de Loudwire destacó las canciones «Turn to Stone», «In for the Kill» y «Seventh Star» y añadió que «los más acérrimos encontrarán joyas escondidas como "Heart Like a Wheel" de especial interés, ya que Iommi trabaja fuera de su zona de confort habitual y en mejor sincronicidad con Hughes». Por su parte, Dom Lawson de Louder calificó a «No Stranger to Love» y a «Heart Like a Wheel» como dos de los peores temas de la carrera del conjunto; de la primera, escribió que «suena a Magnum pero a la velocidad equivocada», mientras que de la segunda señaló que «es una ampulosa improvisación de blues». Eduardo Rivadavia de AllMusic declaró que «el estilo vocal increíblemente emotivo y conmovedor de Hughes es completamente contrario al de Ozzy Osbourne» y que «Seventh Star, a pesar de todas sus cualidades sonoras inusuales, en realidad representa un giro en la larga carrera de Black Sabbath». Greg Pratt de Decibel, no obstante, tuvo una opinión positiva y lo calificó como «un documento fascinante por los extraños mundos que colisionan en él (en este caso, enloquecida NWOBHM y glam rock)» y subrayó que el guitarrista «quisiera permanecer fiel al sonido del grupo pero moverse a direcciones más comerciales».

## Gira

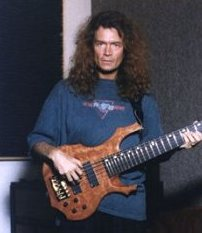
Glenn Hughes, en la imagen en 1995, abandonó la formación tras apenas cuatro conciertos.

Tras el lanzamiento del álbum, la banda comenzó una gira bajo el nombre Black Sabbath en marzo de 1986. Glenn Hughes tuvo que cambiar radicalmente su presencia escénica para encajar con la imagen oscura de la agrupación. Además, unido a su dependencia a las drogas, tenía problemas de peso por su afición a las barritas Mars. Para poder mantenerlo alejado de los camellos, Iommi contrató a un guardaespaldas, sin embargo, el vocalista consiguió esquivarle en varias ocasiones para conseguir droga. Solo un día antes del primer concierto, el mánager de giras, cansado de su comportamiento, le rompió la nariz, lo que afectó su voz. Tras solo cuatro actuaciones, en las que incluso el teclista Geoff Nicholls tuvo que cantar, Iommi contrató a Ray Gillen, un conocido de Dave Spitz, como sustituto.
La gira no fue un éxito, ya que algunas fechas tuvieron que ser canceladas por protestas religiosas, y la banda se vio obligada a tocar en recintos más pequeños porque Gillen, a diferencia de su antecesor, era un desconocido para el público. El tramo norteamericano duró unos dos meses, durante los cuales los grupos W.A.S.P. y Anthrax participaron como teloneros, y en mayo comenzó la etapa británica —compuesta por doce fechas— que culminó con un concierto en el Hammersmith Odeon de Londres el 2 de junio de 1986.

## Lista de canciones
Toda la música compuesta por Tony Iommi y todas las letras escritas por Iommi, Glenn Hughes, Geoff Nicholls y Jeff Glixman excepto donde se indique.
| Cara A |                                        |          |  |
| N.º    | Título                                 | Duración |  |
| 1.     | «In for the Kill»                      | 3:48     |  |
| 2.     | «No Stranger to Love»                  | 4:28     |  |
| 3.     | «Turn to Stone»                        | 3:28     |  |
| 4.     | «Sphinx (The Guardian)» (instrumental) | 1:12     |  |
| 5.     | «Seventh Star»                         | 5:20     |  |

| Cara B |                      |          |  |
| N.º    | Título               | Duración |  |
| 6.     | «Danger Zone»        | 4:23     |  |
| 7.     | «Heart Like a Wheel» | 6:35     |  |
| 8.     | «Angry Heart»        | 3:06     |  |
| 9.     | «In Memory ...»      | 2:35     |  |
| 34:55  |                      |          |  |

| Pista adicional de la reedición de 2010 |                               |          |  |
| N.º                                     | Título                        | Duración |  |
| 10.                                     | «No Stranger to Love» (Remix) | 4:00     |  |

| Disco 2 de la reedición de 2010, grabado en el Hammersmith Odeon el 2 de junio de 1986 |                 |                                             |          |  |
| N.º                                                                                    | Título          | Escritor(es)                                | Duración |  |
| 1.                                                                                     | «The Mob Rules» | Tony Iommi, Geezer Butler, Ronnie James Dio | 2:59     |  |
| 2.                                                                                     | «Danger Zone»   |                                             | 4:44     |  |
| 3.                                                                                     | «War Pigs»      | Iommi, Butler, Ozzy Osbourne, Bill Ward     | 8:10     |  |
| 4.                                                                                     | «Seventh Star»  |                                             | 5:01     |  |
| 5.                                                                                     | «Die Young»     | Iommi, Butler, Dio, Ward                    | 3:58     |  |
| 6.                                                                                     | «Black Sabbath» | Iommi, Butler, Osbourne, Ward               | 9:33     |  |
| 7.                                                                                     | «N.I.B.»        | Iommi, Butler, Osbourne, Ward               | 1:37     |  |
| 8.                                                                                     | «Neon Knights»  | Iommi, Butler, Dio, Ward                    | 4:36     |  |
| 9.                                                                                     | «Paranoid»      | Iommi, Butler, Osbourne, Ward               | 3:17     |  |

Fuente: Libreto de la reedición de Seventh Star de 2010.

## Créditos
| - Tony Iommi - guitarra - Glenn Hughes - voz - Dave Spitz - bajo - Eric Singer - batería - Geoff Nicholls - teclados - Gordon Copley - bajo en «No Stranger to Love» - Ray Gillen - voz (disco 2 de la reedición de 2010) | - Jeff Glixman - producción e ingeniería - Hugh Gilmour - diseño de portada - Ross Halfin y Chris Walter - fotografía |

Fuentes: AllMusic y Libreto de la reedición de Seventh Star de 2010.

## Posición en las listas
| País           | Lista               | Mejor posición | Ref.   |
| -------------- | ------------------- | -------------- | ------ |
| Alemania       | German Albums Chart | 51             | [ 21 ] |
| Canadá         | RPM                 | 66             | [ 22 ] |
| Estados Unidos | Billboard 200       | 78             | [ 20 ] |
| Reino Unido    | UK Albums Chart     | 27             | [ 19 ] |
| Noruega        | VG-lista            | 17             | [ 23 ] |
| Suecia         | Sverigetopplistan   | 11             | [ 21 ] |